# Llinda al carrer del Segle XVI, 5 (Girona)
La Llinda al carrer del Segle XVI, 5 és una obra de Girona inclosa a l'Inventari del Patrimoni Arquitectònic de Catalunya.

## Descripció
La llinda de pedra de Girona conté la inscripció: "HEC DUA DOM, BENDCT TEMPORE SALLES,/ SVIB EX POPPIS AEDIFICATA FVIT/ PRAESBIER ILLE TVSSAE, EBOMODAR AQ+/ + ECCLESIAE SANCT, NWCDANELS ADES./ 1714". La casa és de planta baixa i dos pisos i es conserva en bon estat.